# Heriades bruneri
Heriades bruneri är en biart som beskrevs av Stephen J. Titus 1904. Heriades bruneri ingår i släktet väggbin, och familjen buksamlarbin. Inga underarter finns listade i Catalogue of Life.